# Abd-ar-Rahman ibn al-Hàkam
Abd-ar-Rahman ibn al-Hàkam o Abd-ar-Rahman II de Còrdova (àrab: عبد الرحمن بن الحكم, ʿAbd ar-Raḥmān ibn al-Ḥakam) (Toledo, 792 - Còrdova, 22 de setembre de 852) fou el quart emir omeia de Còrdova, va regnar des de 822 fins a la seva mort.
Va succeir el seu pare al-Hàkam I (22 de maig del 822) i es va lliurar a la tasca de reorganitzar administrativament l'Àndalus. Va intentar presentar una imatge de moderació davant dels mossàrabs i els musulmans sotmesos a la fèrula de l'aristocràcia àrab. Conscient del poder i influència dels alfaquins, va ordenar fer caure el mercat de vins de Shaqunda, a prop de la capital cordovesa, contrari als preceptes de l'Alcorà. Després, com a concessió al poble, va crucificar el responsable de la política fiscal del seu pare, un cristià anomenat Rabí.
Va fomentar les ciències, les arts, l'agricultura i la indústria. Va atreure a Còrdova als més il·lustres savis de la seva època i va conrear personalment la poesia. La seva brillant cort va estar dominada per les figures del músic Ziryab, l'alfaquí Yahya, la dona Tarub, i l'eunuc Nasr.
L'emir va mantenir la política militarista del seu pare, augmentant el nombre de cossos armats estrangers, lleials tan sols a la seva persona, que no es barrejaven amb la població. Així mateix es va dur a terme una hàbil tasca de construcció de fortaleses (ribat) que donarien origen a poblacions com Qàlat ar-Ríbat.
Va mantenir relacions amistoses amb els regnes rustúmida de Tahart, salíhida de Nakur i midràrida de Sigilmasa, però no va tenir contactes amb els aglàbides, que eren lleials als abbàssides.
Característic d'aquest regnat és el moviment en favor del martiri dels cristians mossàrabs. Es va iniciar quan cristians que insultaven a la religió o el Profeta; primer foren casos aïllats, i els culpables eren executats; però aviat sacerdots, laics, homes, dones i criatures van començar a insultar a la recerca del martiri. Instigats pel sacerdot Eulogi, feien l'insult expressament i s'immolaven per la seva religió. Les fonts àrabs no donen cap dada d'aquest fets que es coneixen per escrits llatins contemporanis; el moviment no es va extingir fins al 862 quan es va celebrar el Concili de Còrdova presidit pel metropolità (matran) de Sevilla. Quan el 859 Eulogi de Còrdova va intentar reviure el moviment fou arrestat i executat.

## Govern
En accedir al tron, el seu oncle Abd-Al·lah ibn Abd-ar-Rahman, que ja ho havia provat dues altres vegades durant el govern d'al-Hàkam I i Hixam I, va intentar assolir el poder; va sortir de Tànger on disposava d'un bon nombre de fidels, i es va dirigir a l'Àndalus, on esperava rebre el suport dels seus tres fills, Qàssim, Asfah i Ubayd-Al·lah, que ocupaven càrrecs a l'administració; només desembarcar a València fou assetjat; per intercessió dels seus fills Kasim i Asfah, que no volien ajudar el pare d'altra manera, l'emir li va oferir el govern de la cora de Todmir, que finalment va acceptar (823). Aquest mateix any els catalans van fer alguna incursió fins a les terres a l'oest del Segre. L'emir va anar a Barcelona i va atacar la ciutat i va retornar triomfant a Còrdova.
El 824 hi va fer una ràtzia a terres asturianes. Les relacions amb el regne de Pamplona en aquest moment són complexes però sembla que forces lleials a l'emir enviades des de Saragossa i Tudela van ajudar els vascons contra els francs o gascons en la segona batalla de Roncesvalls.
El 825 fou destituït el visir al-Hawr ibn Abd-ar-Rahman al-Qaysí. Una expedició va anar aquest any a Astúries i es va dividir en dos cossos: un que es va dirigir a Galícia i un que va anar a Al-Qila i Bardúlia.
El 826 Mèrida, dominada pels berbers, es va revoltar; la revolta durarà set anys. També el 826 es va produir la revolta d'Aissó contra Bernat de Septimània. Aissó es va veure obligat a sol·licitar ajuda de l'emir de Còrdova, al que va enviar una ambaixada presidida pel seu germà. L'emir va enviar al general Ubayd Allah Abu Marwan, que va arribar a Saragossa el maig del 827. D'allí va passar a territori del comtat de Barcelona, arribant a la capital a l'estiu, i assetjant-la però sense èxit, saquejant, això sí, els voltants. Van passar llavors a Girona que tampoc van poder ocupar (10 d'octubre del 827). Quan l'exèrcit àrab es va retirar els rebels van marxar amb ells.
El 827 el cap rebel de Mérida Muhàmmad ibn Abd-al-Jabbar va fer front a un exèrcit de l'emir que inicialment s'havia preparat per anar a Aquitània. El 828 les forces de l'emir dirigides per Abd-ar-Raüf ibn Abd-as-Salim van entrar a la ciutat i el cap rebel va fugir a Galícia. L'emir va dictar un indult general i les seves forces van sortir de Mérida; pel mateix temps va esclatar la revolta a Toledo habitada per muladís (cristians convertits a l'islam o fills d'un àrab i una cristiana o d'un cristià i una dona àrab), dirigida per un jove i ric de la ciutat de nom Hixam al-Atiqí; el governador cordovès Ibn Mafud ibn Hixam va fugir i la ciutat va quedar en mans dels rebels. El 829 Mérida tornava a estar revoltada però el 833 es va sotmetre. També es va sotmetre Toledo però el 834 tornava a estar revoltada i va haver de ser assetjada el 835 pel general Abd al-Ruf ben Abd al-Salam obligant a la rendició. Al-Atiqí fou fet presoner i fou executat i el seu cap penjat a la porta de la ciutat on va romandre uns quants dies
El 831 es va fundar la ciutat de Múrcia amb el nom de Madina Mursiya que va substituir l'antiga capital regional Elo. En aquestos anys hi va haver altres asseifes a Astúries. El 838 el governador de Saragossa Ibn abd al-Karim va atacar territori dels francs, i va repetir la incursió a l'any següent. La flota cordovesa a la Mediterrània també va atacar les costes de França i potser d'Itàlia, i Marsella fou saquejada.
El 838 l'emir va dictar una amnistia pels antics rebels, principalment de Toledo i Mérida. El cap dels rebels de Mérida Muhammad ben Abd al-Gebir s'havia refugiat a Galícia i el rei asturià li havia concedit establir-se a la regió amb els seus seguidors. Per poder tornar a Còrdova amb dignitat va planificar organitzar una revolta contra el rei cristià que tindria el suport d'un exèrcit cordovès. El pla es va posar en marxa (839) i l'exèrcit cordovès va atacar per dos punts: per Àlaba i per Galícia, però en el segon punt va arribar tard i els asturians van derrotar la petita banda de rebels fàcilment; quan van arribar els cordovesos ja havien estat aniquilats. El cap rebel Muhammad va morir en el combat.
El 840 es va fer una nova expedició cap a Galícia com sempre amb pocs resultats. Sobrarbe va atacar Osca però no la va poder ocupar. En aquest any va estar a Còrdova una ambaixada romana d'Orient que demanava la restitució de Creta, ocupada per un aventurer cordovès de nom Abu-Hafs Úmar al-Bal·lutí. Una ambaixada cordovesa en la qual va participar el poeta Al-Ghazal, va anar després a Constantinoble.
El 841 els cordovesos van tornar a Galícia. El governador Mussa ibn Mussa de la família muladí dels Banu Qassi, es va revoltar al seu govern de Tudela; per un temps es va sotmetre però es va tornar a revoltar vers el 843.
El 842 naus cordoveses van atacar la costa de Provença i van arribar fins a Arles.
El 843 les tropes cordoveses van anar a sotmetre Mussa ibn Mussa de Tudela, que s'havia tornat a rebel·lar aliat amb Garcia I de Pamplona. Aquestes tropes van fer tot seguit corregudes per Aragó i Sobrarb i el rei Galí I Garcés d'Aragó d'Aragó i Sobrarb va acceptar pagar tribut a Còrdova.
El 844 els cordovesos van atacar un any més Astúries i van entrar per Vardúlia, Àlaba i Al-Quila (Burgos) però foren enfrontats a les comarques de Nájera i Albelda; no obstant els invasors van vèncer i van obligar els asturians a retirar-se cap a la collada del Clavijo, on el rei, al·legant un somni miraculós, va ordenar l'atac, i van derrotar els perseguidors, podent arribar a Calahorra
El mateix 844 les naus normandes o vikingues (urdumaniyyun o madjus) van baixar per la costa atlàntica i van passar per Lisboa que van saquejar durant 13 dies (agost-setembre), i després cap a l'Algarve i golf de Cadis. Van pujar amb les seves naus pel Guadalquivir (25 de setembre) i van derrotar els cordovesos a Cabtal, saquejant les afores de Sevilla i establint un fortí a Tablada, del que es van retirar quan van arribar naus cordoveses el 28 de setembre. Abd-ar-Rahman ibn al-Hàkam va preparar un contingent per enfrontar-se als vikings que havien conquerit i saquejat Isbiliya un mes abans, amb la tropa d'Ixbíliya, voluntaris de les marques, i l'exèrcit de les marques capitanejat per Musa ibn Qasi.
Els normands es van dividir en quatre grups, un de 16.000 normands que va atacar Morón, un segon que va atacar Benilaiz i un tercer que va atacar Fuente de Cantos i un quart a Córdova. El primer va ser derrotat patint mil baixes, mentre uns altres quatre-cents van ser fets presoners i executats, i unes trenta de naus van ser destruïdes, sent els ostatges alliberats, però els que romanien a Moron, en veure la cavalleria enemiga va poder fugir i reunir-se amb els altres contingents, que finalment van negociar alliberar els presoners que quedaven a canvi de menjar i robes, i van continuar el seu viatge pel mediterrani, atacant territori romà d'Orient fins a arribar a Alexandria en un viatge de catorze anys. Amb el temps, el reduït nombre de supervivents es va convertir a l'islamisme instal·lant-se com a grangers a la zona de Coria del Río, Carmona i Morón.
Els normands van tornar a atacar diversos punts de la costa entre els quals al-Jazira al-Khadrà (Algesires), el 845. L'11 de novembre de 844 va preparar un contingent per enfrontar-se als vikings que havien conquerit i saquejat Sevilla un mes abans. La batalla campal va tenir lloc als terrenys de Tablada, i els resultats van ser catastròfics per als invasors, que van sofrir mil baixes, uns altres quatre-cents van ser fets presoners i executats i unes trenta de naus van ser destruïdes, sent els ostatges alliberats. Amb el temps, el reduït nombre de supervivents es va convertir a l'islamisme instal·lant-se com a grangers a la zona de Coria del Río, Carmona i Morón de la Frontera. Es van donar noves incursions normandes en els anys 859, 966 i finalment el 971, en què la flota vikinga va ser totalment aniquilada. Arran dels atacs va reconstruir les muralles i edificis d'Isbiliya, que havien quedat malmesos per la incursió, i va fer construir naus a les drassanes de Cadis, Cartagena i Tarraquna per la defensa del litoral, i va establir que en les capitanies hi hauria correus a cavall per poder transmetre amb rapidesa les notícies.
El 846 els cordovesos van destruir amb l'ajut d'almanjanecs la ciutat de Lleó, que havia estat repoblada poc anys abans pels cristians. Expedicions navals a la costa de Provença; atac entre altres a Marsella.
El 847 Mussa ibn Mussa de Tudela es va revoltar per tercera vegada. El 848 els asturians van ser els que van fer un atac a Còrdova, arribant fins a Montemor Velho. El 848 les naus cordoveses van ocupar i saquejar les Balears, que no disposaven de guarnició romana d'Orient feia molts anys, però romanien sense ocupar pels musulmans; només se sap que els insulars tenien relacions amb el regne dels Francs des dels temps de les expedicions del comte d'Empúries. El 849 una segona onada a les illes va imposar al seu govern el pagament d'un tribut i cal suposar que la renúncia a tota vinculació amb romans d'Orient i francs.
El 850 asturs i cordovesos es van enfrontar a la zona de Leiria. El 851 va esclatar la guerra oberta amb França i amb l'Imperi (Lotari de Lotaríngia). Les naus cordoveses atacaven les costes franceses i de Ligúria però abans de retornar una pau de les naus foren damnades o destruïdes per una tempesta; la majoria però van poder retornar a les seves bases a la costa Mediterrània; en el retorn fou atacada Barcelona, que fou conquerida mercès a l'ajut dels jueus locals, però després de saquejada fou abandonada. Més tard la flota, ja reparada va retornar al golf de Lleó i va atacar diversos punts, incloent Marsella.
Cap al final de la seva vida fou objecte d'intrigues per part del seu fata Nasr i de la seva concubina Tarub. Va morir el 19 d'agost del 852 (últim dia de la lluna de saffar del 238 de l'hègira) o el 22 de setembre de 852 (3 rabi II del 238)i el va succeir el seu fill Muhàmmad I.
La seva gran construcció fou l'engrandiment per dues vegades de la gran mesquita de Còrdova (833 i 848). A la seva cort hi va haver personatges notables com el músic Ziryab (arribat el 822) i els poetes al-Abbàs ibn Firnas, al-Ghazal, Ibrahim ibn Sulayman aix-Xamí i altres. Destacà també l'escola jurídica de Yahya ibn Yahya al-Laythí.